# Entertainments National Service Association
Die Entertainments National Service Association (ENSA) war eine 1939 von Basil Dean und Leslie Henson gegründete Organisation, die für die Unterhaltung der britischen Streitkräfte im Zweiten Weltkrieg sorgte. Die ENSA war in Teilen der Royal Navy, British Army und der Royal Air Force tätig. An ihre Stelle trat die Combined Services Entertainment (CSE), die heute Teil der Service Sound and Vision Corporation (SSVC) ist.

## Mitglieder
In der ENSA traten bekannte Künstler auf wie Gracie Fields, Vera Lynn und George Formby jr.
Im Jahr 1945 erhielten die Schauspieler Laurence Olivier und Ralph Richardson den Titel des Ehren-Leutnants der ENSA. Sie führten Shakespeare-Stücke für die Soldaten auf.

## Rezeption
Obwohl bekannte Entertainer im Dienst der ENSA standen, konnte eine hohe Qualität der Aufführungen nur für einen kleinen Teil der Truppen gewährleistet werden, während die ENSA generell einen eher schlechten Ruf hatte. So wurde die Abkürzung ENSA manchmal spöttisch zu „Every Night Something Awful“ („Jeden Abend etwas Schreckliches“) umgemünzt.